# U-598 (tàu ngầm Đức)
U-598 là một tàu ngầm tấn công  Lớp Type VII thuộc phân lớp Type VIIC được Hải quân Đức Quốc Xã chế tạo trong Chiến tranh Thế giới thứ hai. Nhập biên chế năm 1941, nó đã thực hiện được bốn chuyến tuần tra, đánh chìm được hai tàu buôn với tổng tải trọng 9.295 GRT, đồng thời gây hư hại cho một chiếc khác tải trọng 6.197 GRT. Trong chuyến tuần tra cuối cùng, U-598 bị những máy bay ném bom B-24 Liberator của Hải quân Hoa Kỳ đánh chìm ngoài khơi Natal, Brazil vào ngày 23 tháng 7, 1943.

## Thiết kế và chế tạo

### Thiết kế

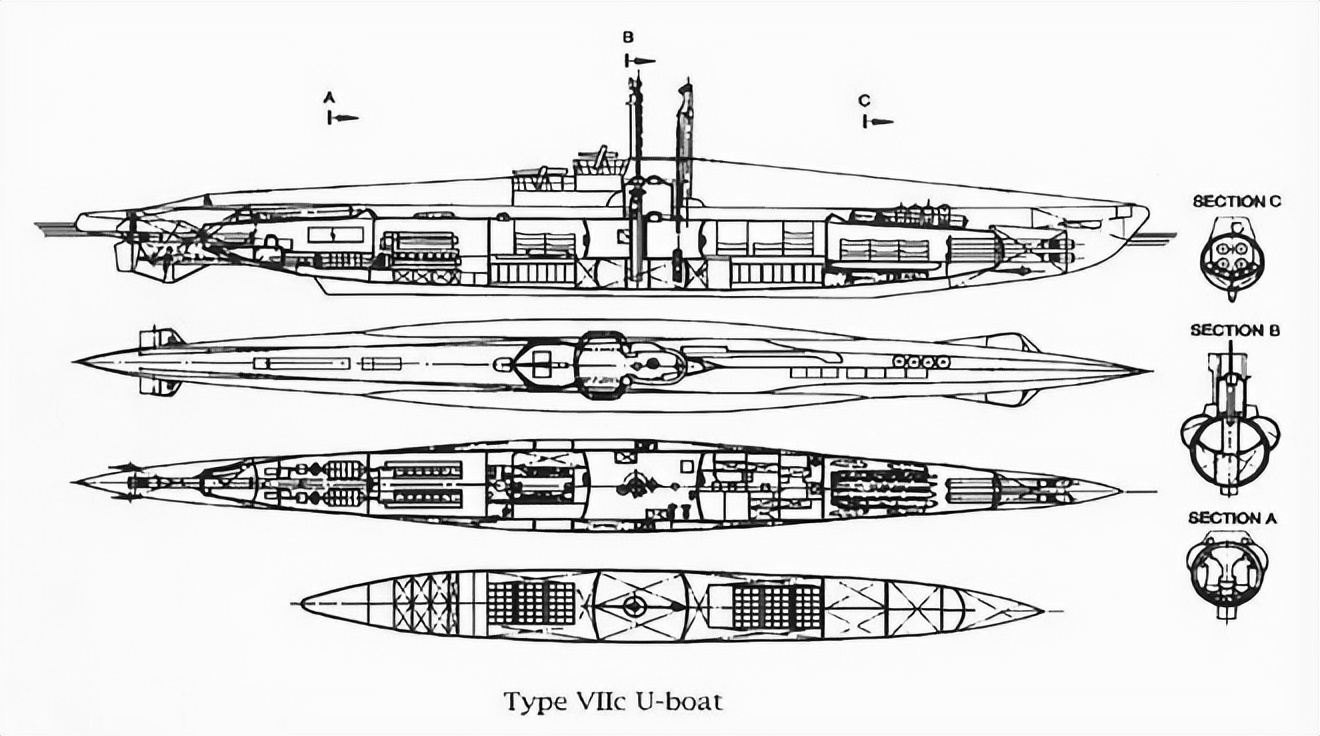
Sơ đồ các mặt cắt một tàu ngầm Type VIIC

Phân lớp VIIC của Tàu ngầm Type VII là một phiên bản VIIB được kéo dài thêm. Chúng có trọng lượng choán nước 769 t (757 tấn Anh) khi nổi và 871 t (857 tấn Anh) khi lặn). Con tàu có chiều dài chung 67,10 m (220 ft 2 in), lớp vỏ trong chịu áp lực dài 50,50 m (165 ft 8 in), mạn tàu rộng 6,20 m (20 ft 4 in), chiều cao 9,60 m (31 ft 6 in) và mớn nước 4,74 m (15 ft 7 in).
Chúng trang bị hai động cơ diesel Germaniawerft F46 siêu tăng áp 6-xy lanh 4 thì, tổng công suất 2.800–3.200 PS (2.100–2.400 kW; 2.800–3.200 bhp), dẫn động hai trục chân vịt đường kính 1,23 m (4,0 ft), cho phép đạt tốc độ tối đa 17,7 kn (32,8 km/h), và tầm hoạt động tối đa 8.500 nmi (15.700 km) khi đi tốc độ đường trường 10 kn (19 km/h). Khi đi ngầm dưới nước, chúng sử dụng hai động cơ/máy phát điện Garbe, Lahmeyer & Co. RP 137/c  tổng công suất 750 PS (550 kW; 740 shp). Tốc độ tối đa khi lặn là 7,6 kn (14,1 km/h), và tầm hoạt động 80 nmi (150 km) ở tốc độ 4 kn (7,4 km/h). Con tàu có khả năng lặn sâu đến 230 m (750 ft).
Vũ khí trang bị có năm ống phóng ngư lôi 53,3 cm (21 in), bao gồm bốn ống trước mũi và một ống phía đuôi, và mang theo tổng cộng 14 quả ngư lôi, hoặc tối đa 22 quả thủy lôi TMA, hoặc 33 quả TMB. Tàu ngầm Type VIIC bố trí một hải pháo 8,8 cm SK C/35 cùng một pháo phòng không 2 cm (0,79 in) trên boong tàu. Thủy thủ đoàn bao gồm 4 sĩ quan và 40-56 thủy thủ.

### Chế tạo
U-598 được đặt hàng vào ngày 16 tháng 1, 1940, và được đặt lườn tại xưởng tàu của hãng Blohm & Voss ở Hamburg vào ngày 11 tháng 1, 1941. Nó được hạ thủy vào ngày 2 tháng 10, 1941, và nhập biên chế cùng Hải quân Đức Quốc Xã vào ngày 27 tháng 11, 1941 dưới quyền chỉ huy của Hạm trưởng, Thiếu tá Hải quân Gottfried Holtorf.

## Lịch sử hoạt động

### 1942
Sau khi hoàn tất việc huấn luyện trong thành phần Chi hạm đội U-boat 8, U-598 được điều sang Chi hạm đội U-boat 6 từ ngày 1 tháng 7, 1942 để hoạt động trên tuyến đầu cho đến khi bị mất.

#### Chuyến tuần tra thứ nhất
U-597 khởi hành từ cảng Kiel, Đức vào ngày 7 tháng 7 cho chuyến tuần tra đầu tiên trong chiến tranh. Nó tiến ra Bắc Hải, rồi băng qua khe GI-UK giữa Iceland và quần đảo Faroe để vòng qua quần đảo Anh, và hoạt động trong vùng biển Đại Tây Dương về phía Đông Nam Hoa Kỳ. Vào ngày 14 tháng 8, nó phóng ngư lôi tấn công Đoàn tàu TAW-12J ở vị trí ngoài khơi mũi Barlovento ở bờ biển phía Bắc Cuba, đánh chìm các tàu buôn Anh Michael Jebsen 2.323 GRT và tàu chở dầu Anh Empire Corporal 6.972 GRT, đồng thời gây hư hại cho chiếc tàu chở dầu Anh Standella 6.197 GRT. Chiếc U-boat kết thúc chuyến tuần tra khi đi đến cảng St. Nazaire bên bờ Đại Tây Dương của Pháp đã bị Đức chiếm đóng, đến nơi vào ngày 13 tháng 9. St. Nazaire trở thành căn cứ hoạt động chính của chiếc tàu ngầm cho đến khi nó bị mất.

### 1943

#### Chuyến tuần tra thứ hai và thứ ba
U-598 rời St. Nazaire cho chuyến tuần tra thứ hai, diễn ra từ ngày 26 tháng 12, 1942 đến ngày 8 tháng 2, 1943. Nó đã hoạt động trong vùng biển Bắc Đại Tây Dương về phía Đông Newfoundland.
Chiếc U-boat thực hiện chuyến tuần tra tiếp theo từ ngày 6 tháng 3 đến ngày 13 tháng 5, và đã hoạt động trong Bắc Đại Tây Dương về phía Đông Nam Greenland. Trong cả hai chuyến tuần tra, nó không đánh chìm thêm được mục tiêu nào.

#### Chuyến tuần tra thứ tư – Bị mất
U-598 xuất phát từ cảng St. Nazaire vào ngày 26 tháng 6 cho chuyến tuần tra thứ tư, cũng là chuyến cuối cùng, và hướng xuống phía Nam để hoạt động dọc bờ biển phía Đông Bắc của lục địa Nam Mỹ. Đến ngày 23 tháng 7, ở vị trí ngoài khơi Natal, Brazil, nó bị ba máy bay ném bom B-24 Liberator thuộc Liên đội VP-27 Hải quân Hoa Kỳ thả mìn sâu đánh chìm tại tọa độ 04°05′N 33°23′T / 4,083°N 33,383°T. 43 trong số thành viên thủy thủ đoàn của U-598 đã tử trận, và có hai người sống sót được cứu vớt và bị bắt làm tù binh chiến tranh.

### "Bầy sói" tham gia
U-598 từng tham gia bốn bầy sói:
- Jaguar (18 – 31 tháng 1, 1943)
- Stürmer (11 – 20 tháng 3, 1943)
- Seeteufel (23 – 30 tháng 3, 1943)
- Meise (11 – 27 tháng 4, 1943)

### Tóm tắt chiến công
U-598 đã đánh chìm được hai tàu buôn với tổng tải trọng 9.295 GRT, đồng thời gây hư hại cho một chiếc khác tải trọng 6.197 GRT:
| Ngày             | Tên tàu         | Quốc tịch      | Tải trọng | Số phận      |
| ---------------- | --------------- | -------------- | --------- | ------------ |
| 14 tháng 8, 1943 | Empire Corporal | United Kingdom | 6.972     | Bị đánh chìm |
| 14 tháng 8, 1943 | Michael Jebson  | United Kingdom | 2.323     | Bị đánh chìm |
| 14 tháng 8, 1943 | Standella       | United Kingdom | 6.197     | Bị hư hại    |